# کارل اولریش اشنابل
کارل اولریش اشنابل (آلمانی: Karl Ulrich Schnabel؛‏ ۶ اوت ۱۹۰۹ – ۲۷ اوت ۲۰۰۱) مربی موسیقی، موسیقی‌دان، نوازندهٔ پیانو، و کارگردان فیلم اهل اتریش بود.
او یکی از معلمان مشهور پیانو در سطح بین‌المللی بود و شاگردان فراوانی همچون لئون فلیشر و ماری پرایا را آموزش داد.
او خودش را وقف زنده‌کردن آثاری نمود که برای اجرا با چهار دست توسط فرانتس شوبرت، ولفگانگ آمادئوس موتسارت، روبرت شومان، و دیگران نوشته شده بود.